# Gnomisk
Gnomisk (engelsk Gnommish) er et fiktivt sprog, der bruges af feerne i Artemis Fowl-serien af den irske forfatter Eoin Colfer. 
Sproget bliver ikke beskrevet i særligt stort omfang i bøgerne, men blandt de ord, der bruges er ka-dalun (fe), P'shóg (fe), D'Arvit (bandeord), cowpóg (idiot) og ffurforfer. Det skrevne sprog er en række logogrammer, som er en direkte erstatning for bogstaverne i alfabetet, så et såkaldt forskydningsciffer. I den første bog bliver det nævnt at et af symbolerne er sammenlignelidt med det egyptiske symbol for Anubis. Det nævnes også at gnomisk er en blanding af symboler og bogstaver, der er arrangeret i spiraler, men at det giver de fleste feer migræne at læse i spiraler, er det ofte arrangeret i horisontale linjer.
I bunden af hver side i Artemis Fowl-serien er en række gnomiske symboler, der kan oversættes af læserne til forskellige beskeder. I The Artemis Fowl Files fra 2004 findes en nøgle til sproget, hvor alfabetet 